# Новолимарівський заказник
Новолимарівський — один з об'єктів природно-заповідного фонду Луганської області, загальнозоологічний заказник місцевого значення.

## Розташування
Загальнозоологічний заказник розташований на північний схід від села Новолимарівка в Біловодському районі Луганської області. Координати: 49° 20' 39" північної широти, 39° 45' 31" східної довготи .

## Історія
Загальнозоологічний заказник місцевого значення «Новолимарівський» оголошений рішенням Луганської обласної ради народних депутатів № 4/19 від 15 грудня 1998 року.

## Загальна характеристика
Загальнозоологічний заказник «Новолимарівський» загальною площею 1 500,0 га являє собою ділянку з типовим для південних відрогів Середньоруської височини лісостеповим ландшафтом.

## Ландшафтний склад
Степи — 20%,

умовно-природні ліси — 0%,

штучні ліси — 2%,

водойми — 0%,

орні землі — 78%,

населені пункти — 0%.

## Тваринний світ
На території заказника мешкають мисливські тварини, що потребують збереження та відновлення: сарна європейська, заєць-русак, тхір степовий, лисиця звичайна, свиня дика, лось, фазан, куріпка сіра, перепілка. Зустрічається гадюка степова, занесена до Червоної книги України.